# Назарин (фильм)
«Назари́н» — мексиканская драма, снятая Луисом Буньюэлем в 1958 году по мотивам романа Бенито Переса Гальдоса.
Картина завоевала Международный приз Каннского кинофестиваля (1959) и датскую премию «Бодиль» (1961).

## Сюжет
Отец Наса́рио — католический священник испанского происхождения, живущий в отеле в бедном квартале города. Он смиренен и безрассудно раздаёт то малое, что имеет; даже когда его комнату обворовывают, он не придаёт этому значения. Он с пониманием и состраданием относится к тем, кто рядом, например к Беатрис, соседке снизу, одержимой психическими припадками и мыслями о самоубийстве и мучимой отношениями с мужчиной по имени Пинто.
Однажды ночью в комнату Насарио вбегает в поисках убежища от властей проститутка Андара: она убила другую проститутку, Камеллу, и сама получила ранение в драке. Отец Насарио, не осуждая и не оправдывая её поступок, помогает ей. Он пытается подвести её к осознанию своей вины.
Однажды ночью Андара видит сон, в котором изображение Иисуса Христа смеётся над ней. В ту же ночь Беатрис предупреждает, что кто-то донёс на них властям. Она предлагает им спрятаться в её комнате, надеясь, что за это её саму арестуют и повесят. Когда хозяйка отеля, госпожа Чанфа, узнаёт обо всём, она приказывает Андаре убрать комнату так, чтобы никто не узнал, что она была там. Но когда отец Насарио выходит, Андара сдвигает мебель в кучу, обливает её бензином, поджигает и сбегает.
Насарио оказывается вне закона и церкви. Его предупреждают, что расследование может стоить ему сана. Насарио вынужден скрываться: он облачается в простую одежду и пускается в странствия. Он надеется прожить подаянием.
По пути он встречает строителей железной дороги и предлагает работать за еду. Но некоторые рабочие дают ему понять, что его присутствие нежелательно. Насарио бросает работу и уходит, ничего не получив за труды. Но его уход разжигает смертельную схватку между рабочими и бригадиром: Насарио слышит выстрелы.
В маленькой деревушке Насарио сталкивается с Беатрис и рассказывает, что всё его имущество украдено. В доме, куда она его приводит, оказываются проститутка Андара и больная лихорадкой девочка. Убеждённая, что Насарио может творить чудеса, мать девочки умоляет вылечить её. Насарио отказывается, но предлагает помолиться вместе с женщинами. Он встревожен, видя, как вместо этого женщина начинает совершать языческие обряды. Однако на следующий день лихорадка спадает. Считая Насарио волшебником и святым, Андара и Беатрис хотят следовать за ним, но Насарио хочет быть сам по себе. Но женщины следуют за ним, и Насарио неохотно соглашается идти вместе с ними.
Трое путников оказываются в зачумлённой деревне, где Насарио предлагает свою помощь. Они делают что могут, но одна умирающая отказывается от их помощи (сцена, вдохновлённая «Диалогом между священником и умирающим» маркиза де Сада). Отец Насарио преисполнен чувством неудачи.
Они идут просить милостыню в другую деревню, где Андара привлекает внимание карлика Ухо. Он признаётся ей в любви, что не мешает ему говорить, насколько она уродлива. В той же деревне Беатрис настигает Пинто, который обвиняет её в том, что она всего лишь любовница священника, и требует, чтобы на следующий день она шла с ним.
Ночью Насарио чувствует, что с Беатрис что-то происходит, и разбирает её неприятности. Он говорит, что она борется с сатаной и должна противостоять искушению. Когда она спрашивает, как он догадался, Насарио отвечает: «Я не догадался, я знал». Андара, вмешавшаяся в их разговор, настаивает, чтобы они все немедленно бежали. Насарио спокойно отвечает, что сбегают только воры и что Господь их не оставит.
На следующий день их настигает полиция. Андара и Насарио арестованы и посажены в тюрьму; Беатрис умоляет освободить их. Сокамерники оскорбляют Насарио и издеваются над ним. Насарио переживает кризис веры, крича: «Впервые в жизни мне тяжело простить. Но я прощаю вас. Это мой долг христианина. Но при этом я презираю вас! И мне стыдно, потому что я не знаю, как отделить презрение от прощения». Один из сокамерников вступается за Насарио, и тот отдаёт ему последние деньги.
На следующий день заключённых уводят. Насарио обвинён в безумстве и противодействии церкви. Его отделяют от остальных, и единственный конвойный уводит его в другом направлении. По дороге мимо него проезжают Пинто и Беатрис, но не узнают его. В предпоследней сцене Насарио с конвойным проходят мимо торговки фруктами. Она предлагает Насарио ананас, говоря: «Возьми этот дар, и да пребудет с тобой Господь». Насарио преисполнен смущением и сомнением. Слышен громкий звук барабана. Вначале он жестом отказывается, но потом останавливает торговку, берёт ананас и говорит: «Да воздаст тебе Господь». Расстроенного, с ананасом под мышкой, его уводят.

## Критика
Андрей Тарковский считал «Назарин» лучшей картиной Луиса Бунюэля, отмечая, что «одно из главных её качеств — простота. По драматургической конструкции она похожа на притчу. А герой ее во многом перекликается с Дон Кихотом Сервантеса».

## В ролях
- Франсиско Рабаль — отец Насарио
- Марга Лопес — Беатрис
- Рита Маседо — Андара, проститутка
- Хесус Фернандес — Ухо, карлик
- Игнасио Лопес Тарсо — вор в церкви
- Луис Асевес Кастаньеда — отцеубийца
- Офелия Гильмайн — Чанфа
- Ноэ Мураяма — Пинто
- Росенда Монтерос — Приета
- Викторио Бланко — старик-заключённый
- Артуро Кастро — полковник
- Сесилия Легер — женщина с ананасом
- Игнасио Пеон — священник